# FM HEAD LINE
FM HEAD LINE（エフエム ヘッドライン）は、エフエムラジオ新潟（FM-NIIGATA）で放送されているラジオ番組。放送時間は平日 7:30 - 8:55。1991年9月30日放送開始。

## 概要
ニュース、交通情報、天気予報、様々な話題などを音楽を交えながら送る、朝の生放送情報番組。そのうち、8:00 - 8:20の時間帯はTOKYO FM制作の全国ネット番組を内包している。
番組開始当初、エフエム新潟の平日における生放送の自社制作番組枠は朝と夕方が中心だったため、夕方の生放送「SOUND SPLASH」と共に数少ない新潟からの放送であった。
2020年5月23日より金曜のみ9:00 - 10:50に放送していた「Gottcha!!（仮）」の終了に伴い、2時間拡大し「FM HEADLINE PLUS+」（エフエム ヘッドライン プラス）として放送されていた。

## スタジオ
開始当初は、万代シテイ第2駐車場ビルの1階に本社及び演奏所があったため第1スタジオから放送していた。
本社が現在地に移転後は本社3階の第2スタジオから放送している。

## パーソナリティ
2025年4月現在
- 大海玲子（月曜日担当、金曜を中心に『FM-NIIGATA NEWS』を兼務）
- 鎌田アレクシッチさやか（火曜・金曜日担当、水曜の『SOUND SPLASH』を兼務）
- 上村知世（水曜日担当、金曜の『SOUND SPLASH』を兼務）
- 酒井春奈（木曜日担当、水曜の『GO!GO!PARTY!～ゴゴパリ～』を兼務）

### 元パーソナリティ
- 関根美紀
- 中村千景
- 佐藤けいこ
- 渡辺奈菜
- 高橋聡未
- 波多野健
- 藤沢けい
- 滝沢稔
- 石田真美子
- 佐藤恵子
- 外山優子
- 中村ちひろ
- 松村道子
- 新田あさこ
- 根本宣彦
- 内山理津子
- 高橋有希子
- 中村智景
- 佐藤多恵
- 白岩ましろ
- 山之内善治
- 本間紗理奈
- 曽我沙也加※PLUS＋のみ

## タイムテーブル
2025年4月現在。
- 7:30 - オープニング
- 7:36 - NEWS HEAD LINE

全国のニュースを中心にピックアップ。2020年1月のリニューアルでメインパーソナリティを総入れ替えした際に新たにニュース読みの担当を配置したが、ほどなくメインパーソナリティが読む形に戻されている。
- 7:43 - GAMES LINE→Focus→SPORTS LINE

全国および県内のスポーツニュースを紹介。
- 7:51 - MORNING LINE

県内の交通情報（日本道路交通情報センター）と天気予報を伝える。
- 8:00 - 8:20 ONE MORNING（TOKYO FM制作・全国ネット枠）
- 8:20 - LEADING NEWS LINE

この時間は県内のニュースをメインパーソナリティが伝える。
- 8:27 - TRAFFIC LINE（交通情報・天気予報）

県内の交通情報（日本道路交通情報センター）と天気予報を伝える。
- 8:35 -TODAY'S PICK UP

メインパーソナリティーが気になるニュース・話題を深掘りして紹介する。
- 8:43 - Sing～みんなで歌う今日の1曲～

リスナーのリクエストなど1曲をフルコーラスでオンエアする。
- 8:51 - エンディング

### 過去のコーナー
- 8:27 - FDA新潟空港フライトインフォメーション
- 8:35 - セブン-イレブンDelicious LINE[1]
- 8:43 - Today's UNDERLINE
- 9:09 - （金曜日）地域の情報PLUS
- 9:48 - （金曜日）TRAFFIC
- 9:50 - （金曜日）WEATHER
- 10:13 - （金曜日）どうなる？今週末の運勢！
- 10:37 - （金曜日）TRAFFIC&WEATHER
- 10:45 - （金曜日）エンディング